# جاده مرموز (فیلم ۱۹۲۱)
جاده مرموز (انگلیسی: The Mystery Road) یک فیلم صامت بریتانیایی در ژانر درام به کارگردانی پال پاول است که در سال ۱۹۲۱ منتشر شد.
آلفرد هیچکاک طراح تیتراژ این فیلم بوده‌است. همچنین این فیلم یک فیلم گمشده محسوب می‌شود.